# Mark Norell
Mark A. Norell (nascut el 26 de juliol de 1957) és un paleontòleg estatunidenc i un genetista molecular. Actualment és  chairman de paleontologia i un recercador associat a l'American Museum of Natural History. Va ser el primer en descobrir un embrió de teròpodei per la descripció dels dinosaures amb plomes. Va donar nom als gèneres Apsaravis, Byronosaurus, Citipati, Tsaagan, i Achillobator.

## Publicacions recents
- Norell, M. A., J. M. Clark, and P. J. Makovicky. "Relationships Among Maniraptora: Problems and Prospects." Yale Peabody Museum, special volume honoring John Ostrom (in press).
- Norell, M .A., P. J. Makovicky, and P. J. Currie. "The Beaks of Ostrich Dinosaurs." Nature (in press).
- Ji, Q., M. A. Norell, K.-Q. Gao, S.-A. Ji, and D. Ren. "The Distribution of Integumentary Structures in a Feathered Dinosaur." Nature 410 (2001): 1084-1088.
- Norell, M. A., and J. Clarke. "A New Fossil Near the Base of Aves." Nature 409 (2001): 181-184.
- Norell, M. A., J. M. Clark, and L. M. Chiappe. "An Embryo of an Oviraptorid (Dinosauria: Theropoda) from the Late Cretaceous of Ukhaa Tolgod, Mongolia." American Museum Novitates 3315 (2001): 17 pp.
- Norell, M.A., P. Makovicky, and J. M. Clark. "A New Troodontid from Ukhaa Tolgod, Late Cretaceous, Mongolia." Journal of Vertebrate Paleontology Rapid Communication 20, no. 1 (2000): 7-11.
- Norell, M .A., L. Dingus, and E. S. Gaffney. Discovering Dinosaurs (2nd edition with 9 new sections). Berkeley: University of California Press, 2000.
- Norell, M. A., and P. Makovicky. "Important Features of the Dromaeosaur Skeleton II: Information From Newly Collected Specimens of Velociraptor mongoliensis." American Museum Novitates 3282 (1999): 45 pp.